# Geena Davis
Virginia Elizabeth Davis (Wareham, Massachusetts, 21 de enero de 1956), más conocida como Geena Davis, es una actriz, productora, escritora y activista estadounidense ganadora de los premios Óscar y Globo de Oro.
En 1988 consiguió un premio Óscar en la categoría de mejor actriz de reparto por su papel en El turista accidental (The Accidental Tourist) y fue nominada en 1991 como Mejor actriz en la película Thelma & Louise. Ha participado además en reconocidas cintas como Tootsie, La mosca, Beetlejuice, Stuart Little y Earth Girls Are Easy, entre muchas otras. En 2006 recibió el premio Globo de Oro como mejor actriz de una serie dramática de TV. 
Activista feminista desde que rodó la película Thelma & Louise, en 2004 impulsó una investigación universitaria sobre género en los programas de entretenimiento infantil y en 2007 creó el Instituto Geena Davis sobre género en los medios de comunicación que tiene como objetivo aumentar la presencia de personajes femeninos en las producciones de entretenimiento dirigidas a la infancia y reducir los estereotipos de las mujeres en la industria cinematográfica. Es impulsora del Festival de cine de Bentonville, que nació en 2015 para destacar la diversidad y el trabajo en la inclusión de más mujeres en las producciones tanto delante como detrás de la cámara. También es especialmente activista en la promoción del deporte femenino y la educación. 
Es también miembro de Mensa, la asociación internacional de las personas más inteligentes del planeta. Una de sus aficiones es el tiro con arco, donde obtuvo el lugar 24 entre 28 en las semifinales para el equipo olímpico estadounidense de la especialidad el 21 de agosto de 1999.

## Biografía
Geena Davis nació en Wareham, Massachusetts. Su madre, Lucille, fue profesora asistente y su padre, William F. Davis, un ingeniero civil y diácono. Ambos eran de una pequeña ciudad en Vermont. Geena tiene un hermano mayor llamado Dan.
De pequeña se interesó por la música y estudió piano y flauta y tocaba el órgano en la iglesia congregacional de su comunidad en Wareham.
Estudió en la Wareham High School y participó en un intercambio de estudiantes en Sandviken, Suecia, donde aprendió a hablar con fluidez el idioma sueco. Posteriormente se inscribió en el New England College y se graduó en arte dramático en 1979 en la Universidad de Boston.
Boston University (B.A., Drama, 1979).
Davis es miembro de Mensa (Sociedad del Alto Cociente Intelectual), que reconoce como sus miembros a personas que presenten una inteligencia mayor a la del 98 por ciento de la población. Después de su educación, Davis trabajó como modelo de escaparate para Ann Taylor hasta que firmó un contrato con la agencia de modelos Zoli de Nueva York.

### Carrera profesional
Davis trabajaba como modelo cuando fue elegida por el director Sydney Pollack para la película Tootsie (1982) como una actriz de telenovela. Después le siguió el papel de Wendy Killian en la breve serie de televisión Buffalo Bill, que se emitió desde junio de 1983 hasta marzo de 1984. También escribió el episodio de Buffalo Bill titulado "Miss WBFL".
Mientras trabajaba en Buffalo Bill, en 1983, Davis también interpretó el papel de Grace Fallon en un episodio de Knight Rider titulado "K.I.T.T. the Cat". Sus créditos televisivos de mediados de la década de 1980 también incluyen un episodio de Riptide, tres episodios de Family Ties y un episodio de Remington Steele. Después logró el papel protagonista en Sara, una serie de trece episodios. 

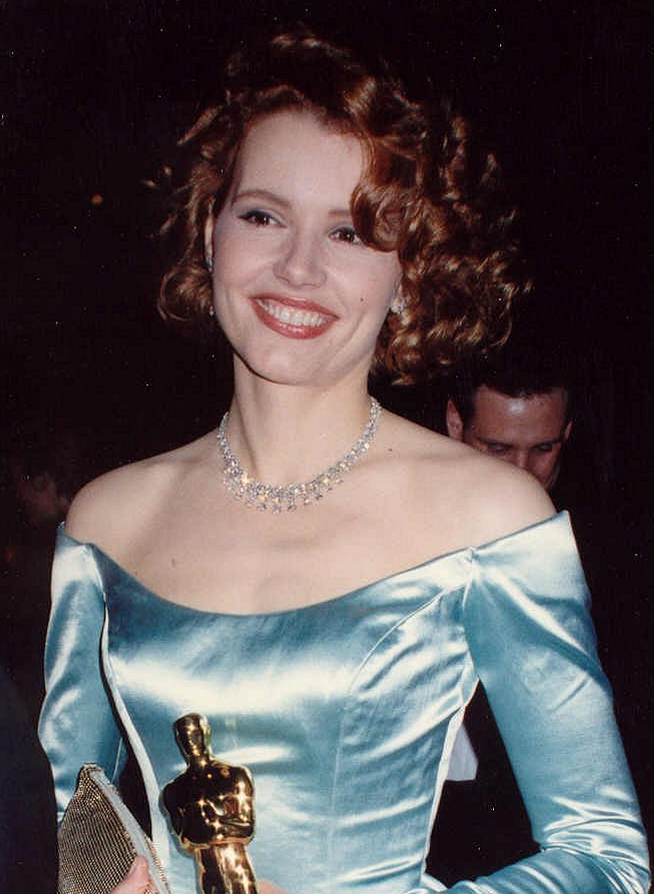
Geena Davis en 1989

Tras sus papeles en Fletch, La Mosca, Beetlejuice, y algunas otras películas, Davis recibió el Óscar a la mejor actriz de reparto por su participación en The Accidental Tourist (1988), y fue nominada como mejor actriz por su papel en Thelma & Louise (1991). Davis reemplazó a Debra Winger en el papel de Dottie Hinson en A League of Their Own (1992), y recibió una nominación al Premio del Globo de Oro a la Mejor Actriz por su actuación en dicha cinta. Luego, coprotagonizó Hero junto a Dustin Hoffman y Andy García.
Davis se asoció después con su entonces esposo, el director Renny Harlin, para las películas Cutthroat Island y The Long Kiss Goodnight (ambas de 1996), que también produjeron en conjunto. Davis fue nominada para el Premio Saturn por sus actuaciones como Samantha/Charlie en The Long Kiss Goodnight, y como Eleanor Little en Stuart Little (1999), un papel que repitió en 2002 y nuevamente en 2005. 
Entre 2000 y 2001 protagonizó la comedia The Geena Davis Show. A principios de 2004 actuó como estrella invitada en el papel de la hermana de Grace Adler, Janet, en la serie de comedia de la NBC Will & Grace. A continuación, pasó a protagonizar la serie de televisión de ABC Commander in Chief, interpretando a la primera mujer presidenta de Estados Unidos. Este papel le valió un Globo de Oro a la Mejor actriz en una serie dramática en 2006, y también fue nominada a un Premio Emmy y un Premio SAG como Mejor actriz en una serie dramática. También en 2006, fue galardonada con el Women in Film Lucy Award. 
En abril de 2010 estrenó la comedia estadounidense producida en Australia Accidents Happen, y trabajó en la 11° temporada de la serie Grey's Anatomy, interpretando el papel de la Dra. Nicole Herman, una cirujana fetal con un tumor cerebral que pone en peligro su vida.
En octubre de 2015, se anunció que Davis protagonizaría la adaptación cinematográfica de Marjorie Prime, junto a Jon Hamm.
En otoño de 2016, Davis trabajó en la primera temporada de la serie de televisión The Exorcist, basada en la película de 1973 del mismo nombre. Davis interpretó en dicha serie a la adulta Regan MacNeil, rebautizada como Angela Rance para encontrar la paz y el anonimato de la terrible experiencia que vivió de niña. El mismo demonio que atormentó a Regan de niña aparentemente no murió como lo hizo en la película, y atrapa a una de sus hijas. El elenco estelar incluye a Alan Ruck como esposo de Ángela y el actor y cantante mexicano Alfonso Herrera y el actor británico Ben Daniels como sacerdotes exorcistas, así como a Sharon Gless en el papel de Chris MacNeil (el papel de Ellen Burstyn en la película).

## Vida personal

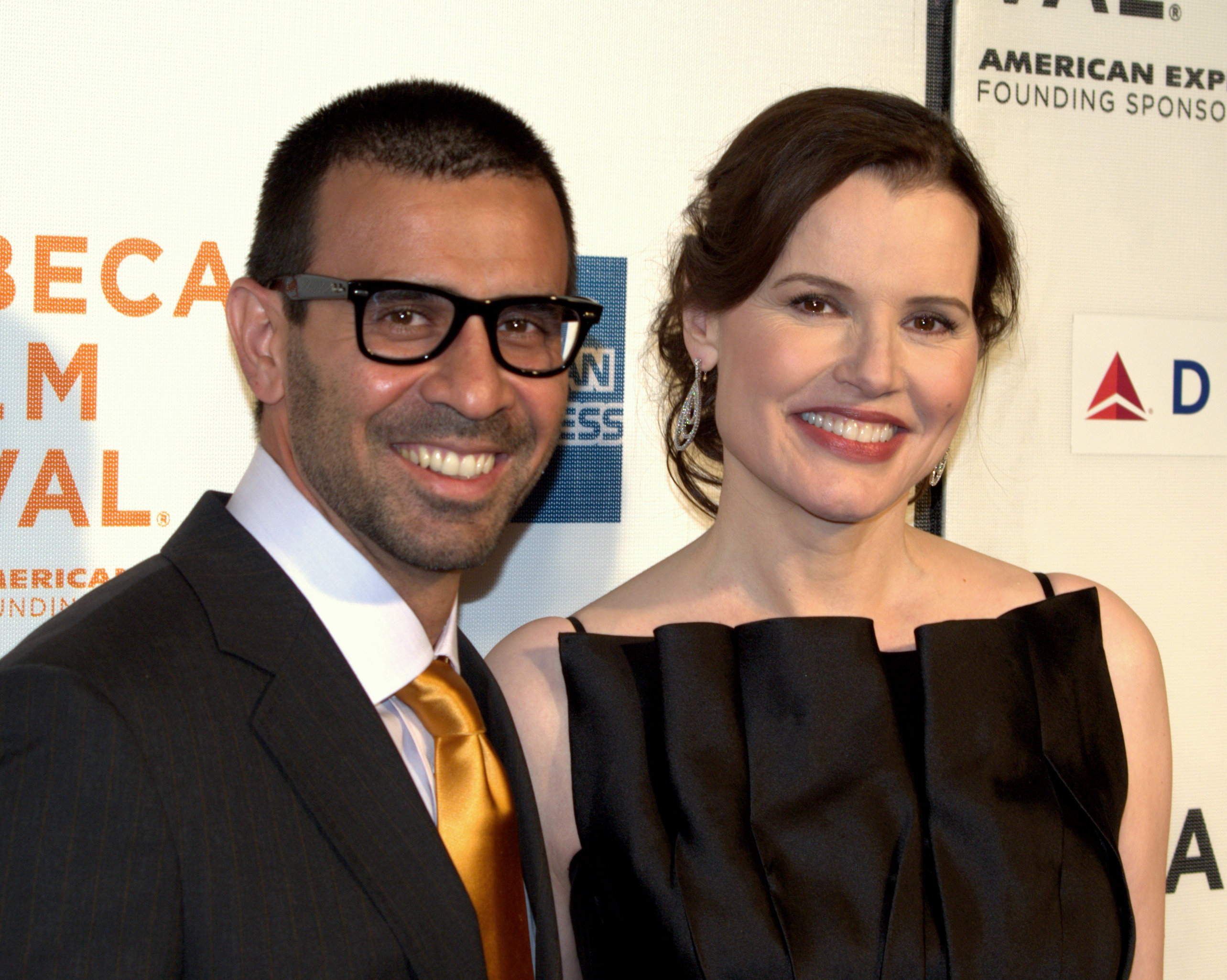
Geena Davis y Reza Jarrahy en el Festival de Cine de Tribeca en 2009

El 1 de septiembre de 2001, Davis se casó con el médico Reza Jarrahy (nacido en 1971). Tienen tres hijos juntos: Alizeh Keshvar Jarrahy (nacida el 10 de abril de 2002) y los gemelos Kian William Jarrahy y Kaiis Steven Jarrahy (nacidos el 6 de mayo de 2004). Fue el cuarto matrimonio de Davis. Se separaron en noviembre de 2017, según algunos medios de comunicación, y estaban a la espera de la sentencia de divorcio.
Estuvo previamente casada con Richard Emmolo (1982-83); con el actor Jeff Goldblum (1987-90), con quien protagonizó tres películas: Transylvania 6-5000, The Fly y Earth Girls Are Easy; y con el director de cine Renny Harlin (1993-98), quien la dirigió en dos películas: Cutthroat Island y The Long Kiss Goodnight.

## Activismo
Daves ha declarado que se convirtió en feminista con la película Thelma & Louise, por la que luchó durante un año para lograr que se rodara. Al principio, explica, lo único especial era que tenía dos papeles increíbles de mujeres, después muchas mujeres tocaban el claxon de sus autos y le decían a Davis que la película había cambiado sus vidas. "El objetivo de la película era que las mujeres asumieran su propio destino", ha explicado Davis en entrevistas. En la película A League of Their Own (1992) se presenta a las mujeres como pioneras en los deportes.
Davis apoya la Women's Sports Foundation y es defensora del Título IX, una ley federal del Congreso de Estados Unidos centrada en la igualdad en las oportunidades deportivas, que ahora se amplía para prohibir la discriminación de género en las instituciones educativas de Estados Unidos.
En 2004, mientras miraba programas de televisión y videos para niños con su hija, Davis notó un desequilibrio en la proporción de personajes masculinos y femeninos. Davis pasó entonces a patrocinar el proyecto de investigación más importante entonces realizado sobre este tema sobre género en los programas de entretenimiento infantil (publicado en cuatro estudios, uno de ellos sobre televisión infantil) en la Escuela de Comunicación y Periodismo Annenberg de la Universidad del Sur de California.
El estudio, dirigido por la Dra. Stacy Smith, demostró que había casi tres hombres por cada personaje femenino en las casi 400 películas G, PG, PG-13 y R-Rated analizadas por el equipo de estudiantes de Annenberg.
En 2005, Davis se asoció con la asociación Dads and Daughters para crear una empresa dedicada a equilibrar el número de personajes masculinos y femeninos en la televisión infantil y la programación de películas. Dos años más tarde, en 2007, fundó el Instituto Geena Daves sobre género en los medios de comunicación. 
En 2011, Davis se convirtió en una de las pocas celebridades adscritas a la campaña ADW de USAID y Ad Council, una iniciativa de sensibilización vinculada a la sequía de África oriental de ese año. Se unió a Uma Thurman, Chanel Iman y Josh Hartnett en anuncios de televisión e Internet para "transmitir los hechos" sobre la crisis.

### Instituto Geena Davis sobre género en los medios

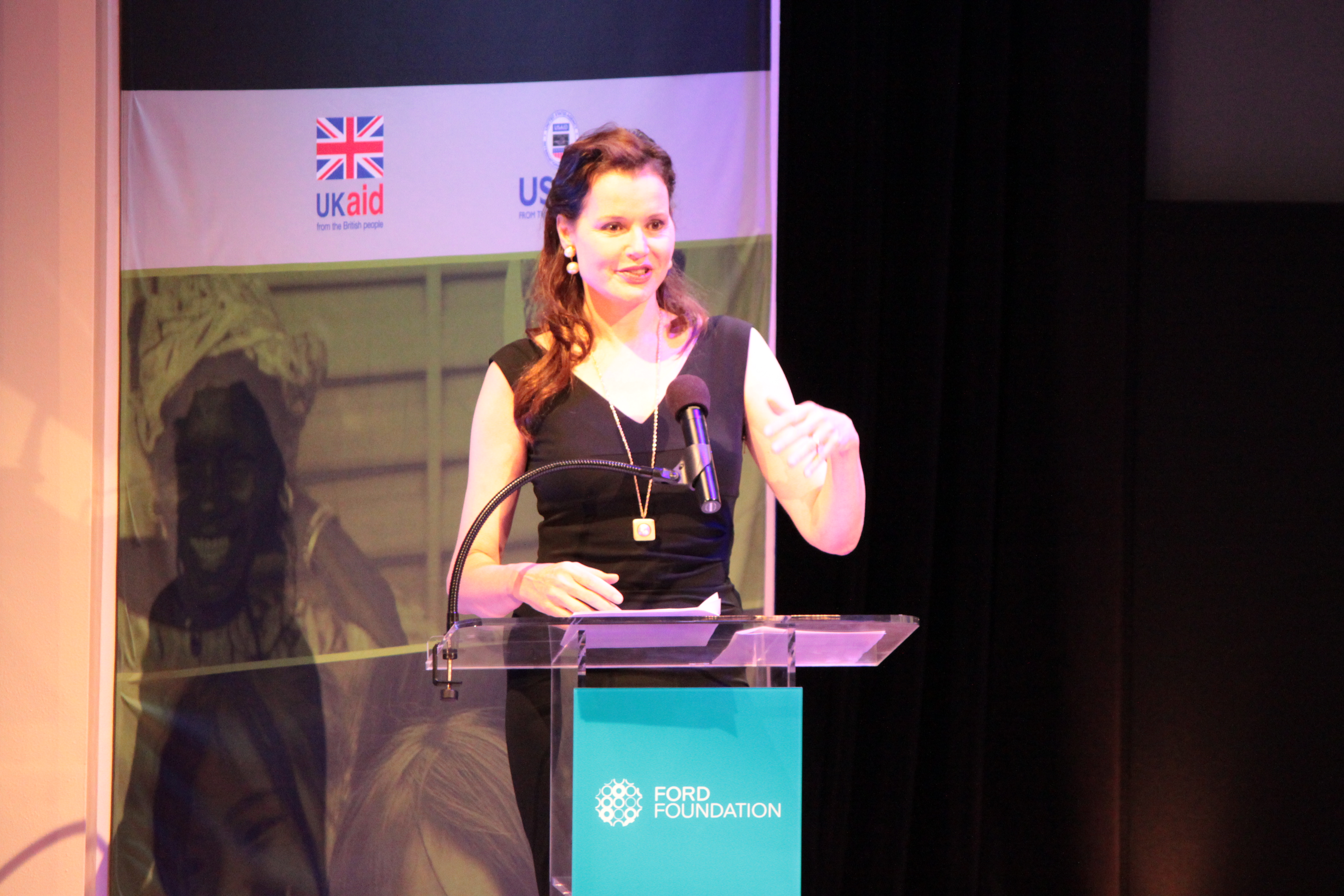
Geena Davis en una intervención sobre género en los medios de comunicación en Nueva York (2013).

En 2007 Davis creó el Instituto Geena Davis sobre Género en los Medios de Comunicación. El primer objetivo del Instituto es un programa en el terreno que colabora con la industria del entretenimiento para aumentar la presencia de personajes femeninos en los medios dirigidos a la infancia y reducir los estereotipos de las mujeres en la industria, dominada por hombres. Por su trabajo en este campo recibió un doctorado honorario del Bates College en mayo de 2009.
En 2015, Davis lanzó junto al productor y CEO Trevor Drinkwater el Festival de Cine de Bentonville, que se celebra durante la primera semana de mayo en la ciudad de Bentonville, Arkansas, para hacer visible la igualdad de género y la diversidad.
La fundación del Festival tiene como objetivo destacar que no sólo es lo correcto sino que además es comercialmente beneficioso respaldar un cambio sistémico en la forma en la que se retrata el género y la inclusión en los medios. El BFF involucra a escuelas, instituciones comunitarias, corporaciones, socios sin fines de lucro, creadores de contenido y líderes de la industria de los medios para apoyar activamente y crear contenido que muestre modelos positivos y diversos de roles femeninos y construir asociaciones positivas y modelos de aprendizaje basados en la igualdad, eliminando al mismo tiempo parcialidad y estereotipos. La primera edición del festival se realizó del 5 al 9 de mayo de 2015 y comenzó a aceptar presentaciones el 15 de enero.

## Filmografía

### Cine
| 2020 | Ava                            | Bobbi Faulkner                    |                                 |
| 2016 | Don't Talk to Irene            |                                   |                                 |
| 2016 | Marjorie Prime                 | Tess                              |                                 |
| 2015 | Me Him Her                     | Sra. Ehrlick                      |                                 |
| 2014 | El recuerdo de Marnie          | Yoriko Sasaki                     | Versión en inglés; papel de voz |
| 2013 | In a World...                  | Katherine Huling                  |                                 |
| 2013 | Untitled Bounty Hunter Project | Mackenzie Ryan                    |                                 |
| 2009 | Accidents Happen               | Gloria Conway                     |                                 |
| 2009 | Exit 19                        | Gloria Woods                      |                                 |
| 2005 | Stuart Little 3                | Sra. Eleanor Little               |                                 |
| 2002 | Stuart Little 2                | Sra. Eleanor Little               |                                 |
| 1999 | Stuart Little                  | Sra. Eleanor Little               |                                 |
| 1996 | The Long Kiss Goodnight        | Samantha Caine / Charly Baltimore |                                 |
| 1995 | Cutthroat Island               | Morgan                            |                                 |
| 1994 | Speechless                     | Julia Mann                        |                                 |
| 1994 | Angie                          | Angie Scacciapensieri             |                                 |
| 1992 | Hero                           | Gale Gayley                       |                                 |
| 1992 | A League of Their Own          | Dottie Hinson                     |                                 |
| 1991 | Thelma & Louise                | Thelma Dickinson                  |                                 |
| 1990 | Quick Change                   | Phyllis Potter                    |                                 |
| 1990 | The Earth Day Special          | Kim                               |                                 |
| 1988 | The Accidental Tourist         | Muriel Pritchett                  |                                 |
| 1988 | Earth Girls Are Easy           | Valerie Gail                      |                                 |
| 1988 | Beetlejuice                    | Barbara Maitland                  |                                 |
| 1986 | The Fly                        | Veronica Quaife                   |                                 |
| 1985 | Transylvania 6-5000            | Odette                            |                                 |
| 1985 | Fletch                         | Larry                             |                                 |
| 1985 | Secret Weapons                 | Tamara Reshevsky / Brenda         |                                 |
| 1982 | Tootsie                        | April                             |                                 |

### Televisión
| Año       | Título                   | Papel                      | Notas               |
| --------- | ------------------------ | -------------------------- | ------------------- |
| 2019      | GLOW                     | Swanky                     | Temporada 3         |
| 2016-2017 | The Exorcist             | Angela Rance/Regan MacNeil | Personaje principal |
| 2015      | Annedroids               | Estudiante                 |                     |
| 2015      | Grey's Anatomy           | Dr. Nicole Herman          | 12 episodios        |
| 2013      | Doc McStuffins           | Princesa Perséfone         |                     |
| 2012      | Coma                     | Dra. Agnetta Lindquist     | Parte 1 y Parte 2   |
| 2005      | Commander in Chief       | Presidenta Mackenzie Allen | 19 episodios        |
| 2004      | Will & Grace             | Janet Adler                |                     |
| 2000      | The Geena Davis Show     | Teddie Cochran             | 22 episodios        |
| 1985      | George Burns Comedy Week |                            |                     |
| 1985      | Sara                     | Sara McKenna               | 13 episodios        |
| 1985      | Remington Steele         | Sandy Dalrymple            |                     |
| 1984      | Family Ties              | Karen Nicholson            | 3 episodios         |
| 1984      | Riptide                  | Dra. Melba Bozinsky        |                     |
| 1984      | La isla de la fantasía   | Whitney Clark              |                     |
| 1983      | Buffalo Bill             | Wendy Killian              | 26 episodios        |
| 1983      | Knight Rider             | Grace Fallon               |                     |

## Premios y distinciones
Premios Óscar
| Año  | Categoría                       | Película                        | Resultado |
| ---- | ------------------------------- | ------------------------------- | --------- |
| 1989 | Mejor actriz de reparto         | El turista accidental           | Ganadora  |
| 1992 | Mejor actriz                    | Thelma & Louise                 | Nominada  |
| 2019 | Premio Humanitario Jean Hersolt | Premio Humanitario Jean Hersolt | Ganadora  |

Globos de Oro
| Año  | Categoría                           | Película              | Resultado |
| ---- | ----------------------------------- | --------------------- | --------- |
| 2005 | Mejor actriz de serie de TV - Drama | Commander in Chief    | Ganadora  |
| 1995 | Mejor actriz - Comedia o musical    | Speechless            | Candidata |
| 1993 | Mejor actriz - Comedia o musical    | A League of Their Own | Candidata |
| 1992 | Mejor actriz - Drama                | Thelma & Louise       | Candidata |

Premios BAFTA
| Año  | Categoría    | Película        | Resultado |
| ---- | ------------ | --------------- | --------- |
| 1991 | Mejor actriz | Thelma & Louise | Candidata |